# The Blind Woman's Curse
Pour plus de détails, voir Fiche technique et Distribution.
The Blind Woman's Curse (怪談昇り竜, Kaidan nobori ryū) est un film japonais réalisé par Teruo Ishii, sorti en 1970.

## Synopsis
En prison, Akemi Tachibana, raconte à ses codétenues son histoire. Celle d'une chef yakuza d'une bande exclusivement féminine, ayant chacune une partie d'un même tatouage représentant un dragon. Un soir, lors d'un combat, une femme est accidentellement rendue aveugle. Quelque temps plus tard, les meurtres s'enchaînent dans le groupe, et les victimes se font scalper leur tatouage.

## Fiche technique
- Titre : The Blind Woman's Curse
- Titre original : 怪談昇り竜 (Kaidan nobori ryū?)[1]
- Réalisation : Teruo Ishii
- Scénario : Teruo Ishii et Chusei Sone
- Production : Hideo Koi et Shirō Sasaki
- Musique : Hajime Kaburagi
- Photographie : Shigeru Kitazumi
- Montage : Osamu Inoue
- Décors : Akiyoshi Satani
- Pays de production :  Japon
- Langue originale : japonais
- Format : couleur - 2,35:1 - 35 mm - son mono
- Genre : Drame et yakuza eiga
- Durée : 85 minutes[2]
- Date de sortie :
  - Japon : 20 juin 1970[2]

## Distribution
- Meiko Kaji : Akemi Tachibana
- Makoto Satō : Tani
- Tōru Abe : Dobashi
- Hoki Tokuda (ja) : Aiko, la femme aveugle
- Tatsumi Hijikata : Un danseur bossu
- Shirō Otsuji : Senba-tatsu
- Hideo Sunazuka : Kantaro
- Yōko Takagi : Chie-chan
- Yoshi Katō : le père de Chie
- Ryōhei Uchida : Aozora

## Autour du film
- La chanson du générique, Koi ni inochi o (恋に命を?), est interprétée par Meiko Kaji[2].
- Tatsumi Hijikata, qui interprète le danseur, est le créateur du mouvement de danse japonaise butō.